# Katie Silverman

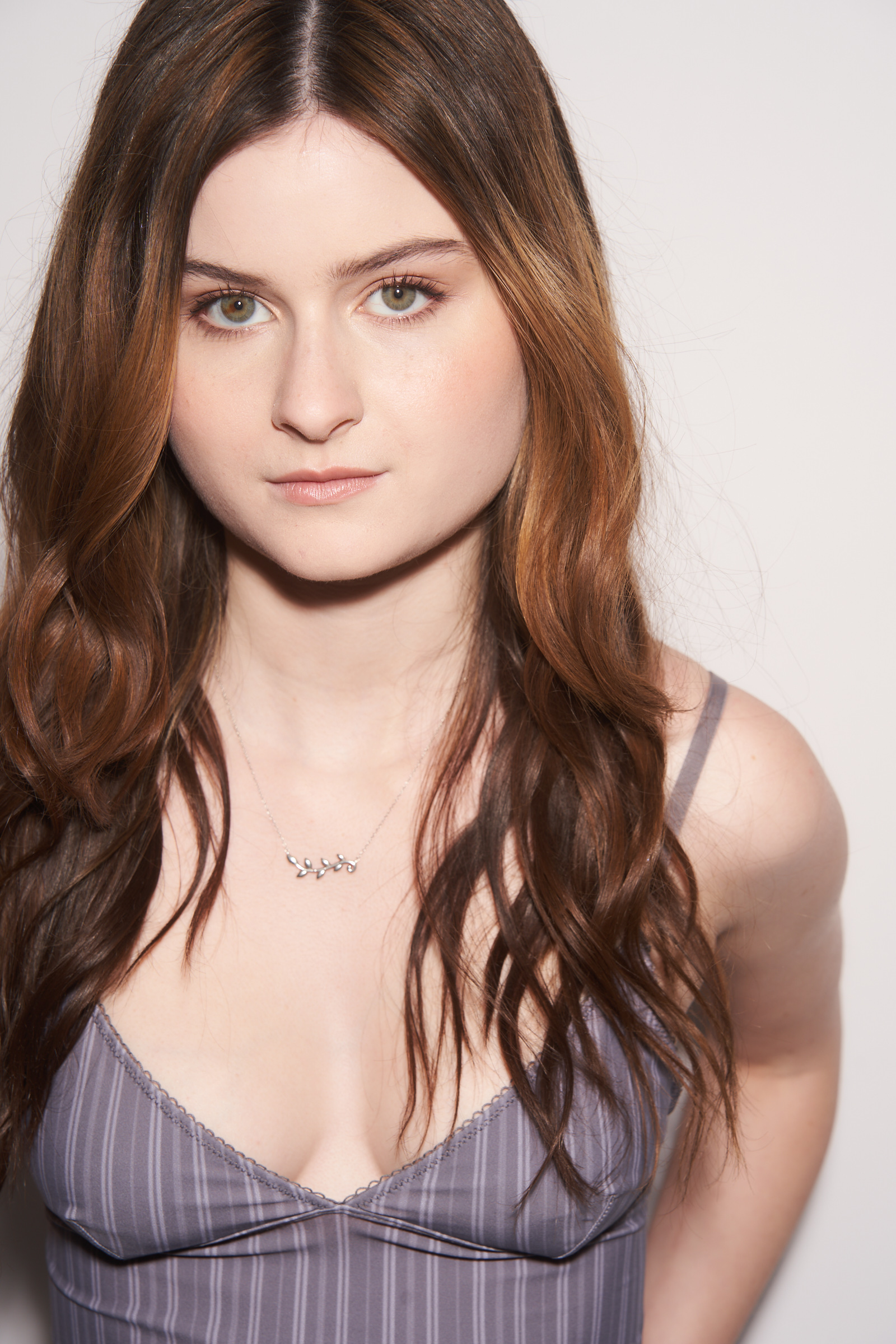
Katie Silverman (2018)

Katherine „Katie“ Anne Silverman (* 8. Februar 2005 in Los Angeles, Kalifornien) ist eine US-amerikanische Schauspielerin und Synchronsprecherin.

## Leben
Silverman wurde am 8. Februar 2005 in Los Angeles als Tochter der Musikerin Michelle Silverman (* 1975) geboren. Ihr Bruder Adam Silverman ist als Requisiteur tätig, ihre Schwester Ashley Silverman ist ebenfalls Schauspielerin. Von 2019 bis 2023 besuchte sie die The Buckley School und erlangte ihr High School Diploma. Seit 2023 studiert sie an der Harvard University Soziologie, Theater, Tanz und Medien.
2011 debütierte sie als Kinderdarstellerin im Film Highclimber. Im selben Jahr spielte sie in einer Episode der Fernsehserie Private Practice mit. Im selben Jahr war sie im Musikvideo zum Lied No One Believes Me vom Rapper Kid Cudi zu sehen. Wiederkehrende Serienrollen hatte sie zwischen 2012 und 2013 in den Fernsehserien Happy Endings und General Hospital mit. Von 2014 bis 2016 spielte sie in der Fernsehserie New Girl die Rolle der jungen Jess Day, dessen Alter Ego von Zooey Deschanel gespielt wurde. 2023 verkörperte sie im Horrorfilm The Exorcists – Die Hölle öffnet ihre Pforten das von einem Dämonen besessene Mädchen Huxley Hendrix. 2025 spielte sie im Film Ed Kemper die Rolle der Mary Ann Pesce.
Als Synchronsprecherin war Silverman unter anderen in den Animationsfilmen Hotel Transsilvanien, Ich – Einfach unverbesserlich 2 und Die Eiskönigin – Völlig unverfroren zu hören.

## Filmografie (Auswahl)

### Schauspiel
- 2011: Highclimber
- 2011: Private Practice (Fernsehserie, Episode 5x08)
- 2012: Happy Endings (Fernsehserie, 2 Episoden)
- 2012–2013: General Hospital (Fernsehserie, 2 Episoden)
- 2014: How I Met Your Mother (Fernsehserie, Episode 9x18)
- 2014: Sophie (Kurzfilm)
- 2014: Rawhead and Bloodybones (Kurzfilm)
- 2014: Styria
- 2014: Tim and Eric’s Bedtime Stories (Fernsehserie, Episode 1x01)
- 2014–2016: New Girl (Fernsehserie, 3 Episoden)
- 2015: Tales of Halloween
- 2016: Childrens Hospital (Fernsehserie, Episode 7x10)
- 2016: Last Week Tonight with John Oliver (Fernsehserie, Episode 3x11)
- 2016: Diced (Kurzfilm)
- 2017: Vikes
- 2019: PEN15 (Fernsehserie, 3 Episoden)
- 2023: Mayans M.C. (Fernsehserie, 2 Episoden)
- 2023: The Exorcists – Die Hölle öffnet ihre Pforten (The Exorcists)
- 2024: Ted (Fernsehserie, Episode 1x01)
- 2025: Ed Kemper

### Synchronisationen
- 2012: Hotel Transsilvanien (Hotel Transylvania, Animationsfilm)
- 2013: Ich – Einfach unverbesserlich 2 (Despicable Me 2, Animationsfilm)
- 2013: Die Eiskönigin – Völlig unverfroren (Frozen, Animationsfilm)
- 2013: Dinosaurier 3D – Im Reich der Giganten (Walking with Dinosaurs 3D)
- 2017: Geschichten aus Whisker Haven (Whisker Haven Tales with the Palace Pets, Zeichentrickserie, Episode 3x03)